# Station Sandwell and Dudley
Sandwell and Dudley is een spoorwegstation van National Rail in Oldbury, Sandwell in Engeland. Het station is eigendom van Network Rail en wordt beheerd door West Midland Trains.